# Caerfyrddin
|  | No s'ha de confondre amb Caernarfon. |

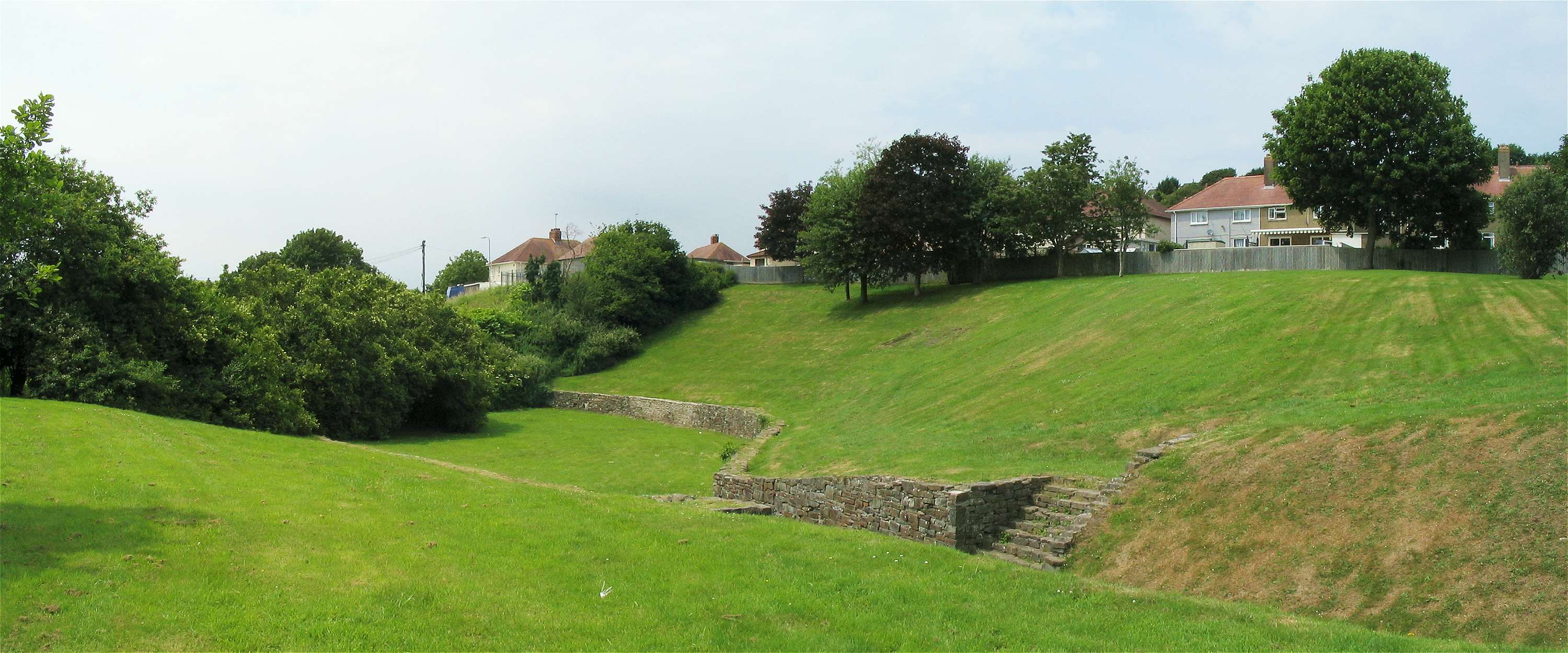
Maridunum Demetarum, amfiteatre a Carmarthen

Carmarthen (en gal·lès: Caerfyrddin) és una població del comtat de Carmarthenshire, Gal·les, Regne Unit. Es troba a la riba del riu Towy, a uns 8 km al nord de la badia Carmarthen. L'any 2011 tenia 15.854 habitants.
Carmarthen es considera la població més antiga de Gal·les; havia estat una de les ciutats més poblades d'aquell país entre els segles XVI i el XVIII. Actualment, és seu d'un campus de la Universitat de Gal·les (University of Wales, Trinity Saint David) i disposa del West Wales General Hospital.

## Història
En època de la dominació romana en la Britannia, Carmarthen era la civitas capital de la tribu celta dels demetae i rebia el nom de Moridunum ('Fortalesa marina'). Ptolemeu la cita en el seu Itinerari Antonià. El fort romà data de cap a l'any 175 i s'hi han trobat monedes romanes. Prop del fort hi ha les restes de l'amfiteatre.
A l'edat mitjana, la ciutat va rebre el nom de Llanteulyddog (de sant Teulyddog). Tenia gran importància estratègica i s'hi erigí un castell en època normanda (1094). El famós llibre Black Book of Carmarthen, escrit cap a l'any 1250, s'associa amb el priorat de Sant Joan l'Evangelista i Teulyddog.

### Llegenda del rei Artur

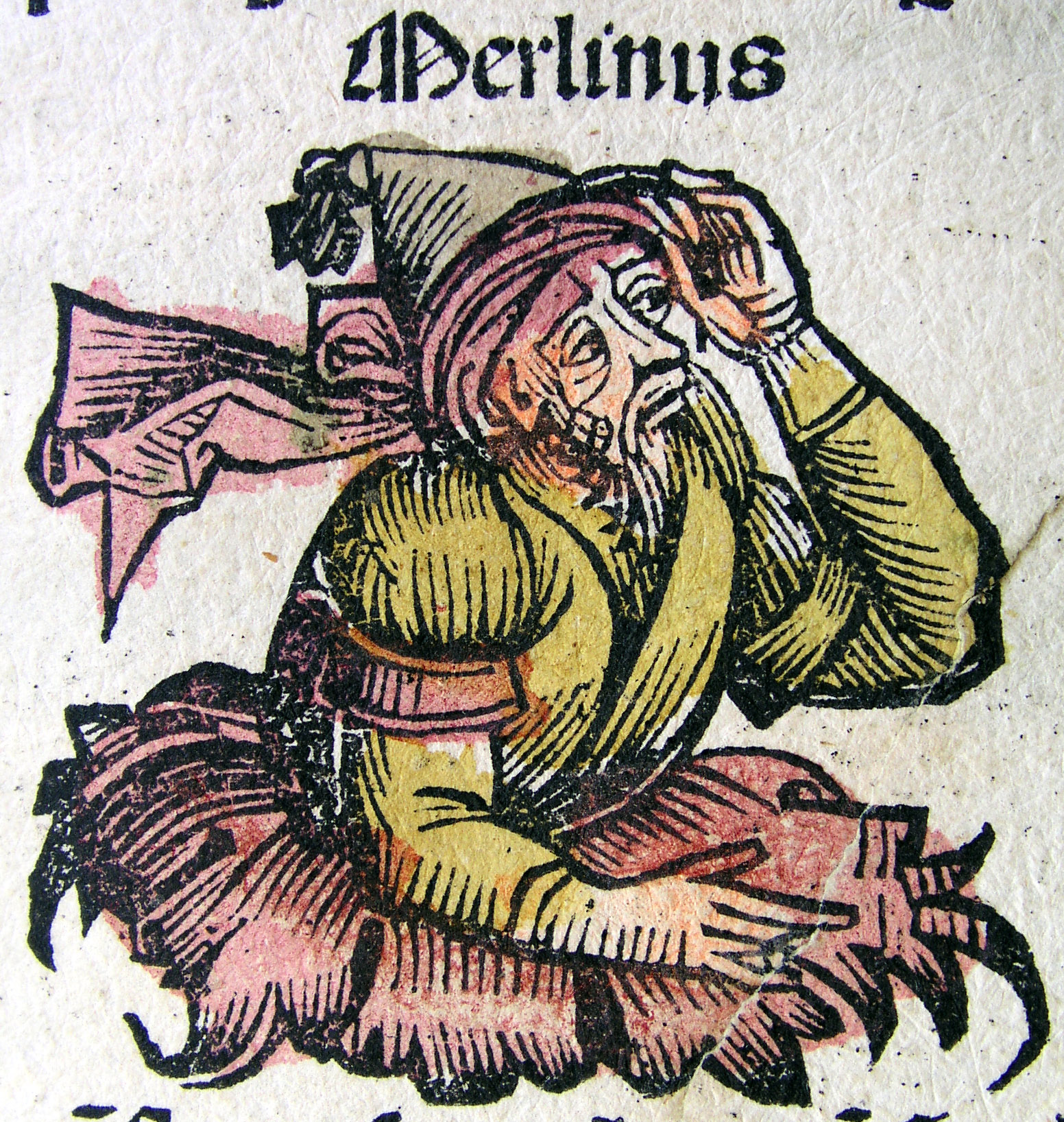
Merlí de la Nuremberg Chronicle (1493)

Segons la llegenda del rei Artur, el mag Merlí hauria nascut en una cova als afores de Carmarthen; algunes opinions populars creuen que el nom Merlí seria la forma anglesa del gal·lès Myrddin, malgrat que la majoria dels historiadors creuen que en realitat Myrddin seria la corrupció d'un nom llatí romà. Diverses zones al voltant de Carmarthen fan al·lusió a aquesta etimologia popular, com per exemple: Bryn Myrddin (Merlin's Hill) o un roure Merlin's Oak.
El Black Book of Carmarthen inclou poesies fent referència a Myrddin (Ymddiddan Myrddin a Thaliesin) i probablement a Artur (Pa ŵr yw'r Porthor?).

## Ciutats agermanades
Carmarthen està agermanat amb:

 Lesneven, Bretanya, França

 Santa Marinella, Itàlia

 As Pontes, Galícia